# Trgovina ljudima u SAD
U Sjedinjenim Državama, trgovina ljudima se obično dešava oko međunarodnih turističkih centara sa velikom populacijom imigranata, posebno u Kaliforniji, Teksasu i Džordžiji. Među žrtvama trgovine su mala deca, tinejdžeri, muškarci i žene; žrtve mogu biti domaći ili strani državljani.
Prema saveznom zakonu (18 USC § 1589), primorati ljude da rade upotrebom sile, prinude ili straha je zločin. Ured Stejt departmenta za praćenje i borbu protiv trgovine ljudima stavila je zemlju u „Nivo 1” 2017. godine.
Predsednik SAD Donald Tramp je 11. aprila 2018. godine potpisao Zakon o zaustavljanju omogućavanja trgovine ljudima za seks kako bi se zatvorili veb-sajtovi koji pospešuju kriminal i krivično gonili njihovi vlasnici i korisnici. Osim veb-sajtova, tehnološke kompanije se suočavaju sa sve većim izazovima korišćenja svojih društveno medijskih aplikacija kao „polja za lov na ljude“ za pronalaženje žrtava trgovine ljudima.
U 2023. godini, Indeks organizovanog kriminala dao je SAD ocenu 6 od 10 za trgovinu ljudima, pri čemu većina žrtava dolazi iz Meksika, Hondurasa ili unutar SAD.

## Terminologija
Trgovina ljudima je oblik ropstva, koji uključuje ilegalno krijumčarenje i trgovinu ljudima u svrhu prisilnog rada ili seksualne eksploatacije.
Trgovina ljudima je zvanično definisana kao regrutovanje, transport, transfer, skrivanje ili primanje osoba putem prinude, otmice, prevare, obmane ili zloupotrebe moći u svrhu eksploatacije. Sa procenjenih 27,6 miliona žrtava širom sveta u bilo kom trenutku, trgovci ljudima plene ljude svih uzrasta, porekla i nacionalnosti, iskorišćavajući ih za sopstveni profit. Trgovina ljudima nije sinonim za prisilnu migraciju ili krijumčarenje.
Odeljenje Ujedinjenih nacija za drogu i kriminal definiše trgovinu ljudima kao „regrutovanje, transport, transfer, skrivanje ili prihvatanje osoba, uz pretnju ili upotrebu sile ili drugih oblika prinude, otmice, prevare, obmane, zloupotrebe moći ili ugroženog položaja ili davanja ili primanja plaćanja ili beneficija za postizanje pristanka osobe koja ima kontrolu nad drugom osobom, u svrhu eksploatacije”. Trgovina ljudima u Sjedinjenim Državama može se podeliti u dve glavne kategorije: radna i seksualna trgovina, pri čemu seksualna trgovina obuhvata većinu slučajeva.

### Ropstvo
Ropstvo je sistem koji od radnika zahteva da rade protiv svoje volje za malu ili nikakvu nadoknadu. Praksa ropstva i trgovine ljudima još uvek preovlađuje u savremenoj Americi sa procenjenim 17.500 stranih državljana i 400.000 Amerikanaca koji se trguju u i unutar Sjedinjenih Država svake godine, a 80% njih su žene i deca.

## Izveštaji
Prema Izveštaju o trgovini ljudima Stejt departmenta iz 2011. godine, Sjedinjene Države su zemlja Nivoa 1 po pitanju trgovine ljudima. Nivo 1 znači da je vlada u skladu sa minimalnim standardima vlade SAD u smislu Zakona o zaštiti žrtava trgovine ljudima i nasilja iz 2000. godine radi eliminisanja trgovine ljudima. Minimalni standardi navedeni u članu 108 zakona su

1. Vlada zemlje treba da zabrani teške oblike trgovine ljudima i da kazni dela takve trgovine.
2. Za svesno izvršenje bilo kojeg čina trgovine ljudima u vezi sa seksom koja uključuje silu, prevaru, prinudu ili u kojoj je žrtva trgovine za seks dete koje nije u stanju da da smislen pristanak, ili trgovine koja uključuje silovanje ili otmicu ili koja uzrokuje smrt, vlada zemlje treba da propiše kaznu srazmernu onoj za teške zločine, kao što je nasilni seksualni napad.
3. Za svesno izvršenje bilo kog dela teškog oblika trgovine ljudima, vlada zemlje treba da propiše kaznu koja je dovoljno stroga da odvrati i koja na odgovarajući način odražava gnusnu prirodu dela.
4. Vlada zemlje treba da uloži ozbiljne i trajne napore da eliminiše teške oblike trgovine ljudima.

SAD rade na eliminisanju trgovine ljudima u SAD i širom sveta. Svake godine, Stejt department objavljuje podatke prikupljene o stanju trgovine ljudima u mnogim različitim zemljama, uključujući SAD, u skladu sa Zakonom o zaštiti žrtava trgovine ljudima iz 2000. godine. Takođe objavljuju podatke o slučajevima trgovine ljudima pod federalnim tužilaštvom i procene onih koji su bili predmet trgovine ljudima; međutim, izveštaj upozorava da podaci možda nisu reprezentativni za broj pojedinaca kojima se stvarno trguje zbog nedostatka kohezije između mnogih država i agencija koje se bore protiv trgovine ljudima i nemogućnosti da se pobroje neotkrivene žrtve.. Ispod je data kompilacija podataka iz raznih američkih agencija i Ujedinjenih nacija.

### Državni tužilac
Prema izveštaju državnog tužioca iz 2005. godine, procenjeno je da se sa 14.500–17.500 žrtava trguje u Sjedinjenim Državama svake godine, iako je moguće da je ta cifra precenjena.

### Izveštaj Ministarstva pravde za 2011
Nalazi izveštaja Ministarstva pravde SAD iz 2011. godine, „Karakteristike incidenata za koje se sumnja da su trgovine ljudima, 2008–2010“, uključuju:
- Od 2008. do 2010. godine, Federalne operativne snage za borbu protiv trgovine ljudima otvorile su 2.515 slučajeva za koje se sumnja da su trgovine ljudima.
- 82% sumnjivih incidenata klasificirano je kao seksualna trgovina, a skoro polovina njih uključivala je žrtve mlađe od 18 godina.
- Otprilike 10% incidenata klasifikovano je kao trgovina radnom snagom.
- 83% žrtava u potvrđenim incidentima trgovine ljudima identifikovano je kao državljani SAD, dok je većina potvrđenih žrtava trgovine radnom snagom identifikovana kao imigranti bez dokumenata (67%) ili legalni imigranti (28%).
- 25% potvrđenih žrtava dobilo je „T vizu“, deo federalnog programa osmišljenog da pomogne žrtvama trgovine ljudima.

Iako ovi nalazi predstavljaju najbolju procenu vlade, autori upozoravaju da „podaci opisani u ovom izveštaju odražavaju informacije koje su bile dostupne, i koje su unele državne i lokalne agencije za sprovođenje zakona“, a takvi sistemi podataka se još uvek uspostavljaju i verovatno ne beleže sve incidente.

### Izveštaj Stejt departmenta za 2011.
Prema Stejt departmentu, SAD su identifikovane kao zemlja Nivoa 1 sa nenavedenim federalnim agencijama koje su optužile 181 osobu za trgovinu drugim ljudima i dobile 141 osuđujuću presudu u 103 krivična postupka za trgovinu ljudima. Od krivičnih postupaka koje je prijavio Stejt department, 32 su bile slučajevi trgovine ljudima na radnom mestu, a 71 slučaj trgovine ljudima u vezi sa seksualnim radom.

### Imigracija i carinsko sprovođenje
U 2009. godini, ICE je pokrenuo 566 slučajeva. Ove istrage su dovele do 388 krivičnih hapšenja, što je više nego dvostruko više od broja hapšenja iz prethodne fiskalne godine, i to je rezultiralo sa 148 optužnica i 165 osuđujućih presuda.

### Federalni istražni biro
Odeljenje FBI-ja u San Dijegu je u avgustu 2022. objavilo da su agenti spasili najmanje 17 potencijalnih žrtava u okviru jedne operacije sprovedene širom zemlje.

### Centar za krijumčarenje i trgovinu ljudima
Centar za krijumčarenje i trgovinu ljudima je međuagencijski obaveštajni centar koji prikuplja informacije o nedozvoljenim putovanjima – uključujući i ona o trgovini ljudima. Centar koordinira svoje aktivnosti sa stranim agencijama i diplomatama radi praćenja i borbe protiv trgovine ljudima na međunarodnoj osnovi. Donošenjem TVPRA 2008, HSTC je takođe bio zadužen za sastavljanje sveobuhvatne međuagencijske baze podataka o osobama identifikovanim kao žrtve trgovine ljudima.

## Prevalencija

### Geografska rasprostranjenost prinudnih radnika
Prema izveštaju Stejt departmenta iz 2011. godine, žrtve su uglavnom sa Tajlanda, Indije, Meksika, Filipina, Haitija, Hondurasa, El Salvadora i Dominikanske Republike. Relevantno za ljude kojima se trguje iz drugih zemalja, „slabosti se sve više nalaze u programima viza za legalno dokumentovane studente i privremene radnike koji obično ispunjavaju potrebe za radnom snagom u ugostiteljstvu, održavanju eksterijera, građevinarstvu, prehrambenim uslugama i poljoprivrednim industrijama.“
Trgovina ljudima se konstantno dešavala u oblastima sa velikim brojem stanovnika, koje služe kao čvorišta za međunarodna putovanja, i koje imaju veliku populaciju imigranata. U studiji je veći broj prijavljenih slučajeva pronađen u Kaliforniji, Njujorku, Teksasu i Floridi. Ovo je u skladu sa izveštajem američkog Ministarstva pravde da su najveće koncentracije preživelih iz trgovine ljudima locirane u Kaliforniji, Oklahomi, Njujorku i Teksasu.

### Kritika
Prema izlaganju Vašington posta iz 2007. pod naslovom „Trgovina ljudima izaziva gnev, malo dokaza“, trgovina ljudima u Sjedinjenim Državama je opisana kao u suštini nepostojeća.
Međutim, ima više žrtava nego onih koji su se prijavili i dobili sertifikat. Prvo, sertifikacija zahteva da žrtva bude spremna da sarađuje sa policijskom istragom. Nakon policijske racije, neke žrtve samo žele da odu kući, neke žrtve ne sarađuju sa policijom i bivaju deportovane, a neke žrtve se plaše da svedoče protiv opakih trgovaca ljudima. Prijava za sertifikaciju zahteva podršku organa za sprovođenje zakona. Ako se žrtva ne smatra korisnom za slučaj, ili ako policija ne želi da nastavi slučaj, oni nemaju podršku da ostane u SAD i neće se računati kao žrtve trgovine ljudima.
Bez obzira na to, broj identifikovanih žrtava (ili osuđenih trgovaca ljudima) je daleko manji od zvanične procene (od strane američkog Stejt departmenta) da se čak 14.550–17.550 osoba proda u Sjedinjene Države svake godine. Nedavna analiza Zavoda za pravosudnu statistiku Ministarstva pravde pokazala je jaz između broja žrtava i broja potvrđenih slučajeva viktimizacije.
Razlika između navodnog broja žrtava i broja potvrđenih slučajeva takođe karakteriše situaciju širom sveta. Američki Stejt department je nedavno izvestio da je 0,4 odsto procenjenih žrtava međunarodne trgovine ljudima zvanično identifikovano. Izveštaj Stejt departmenta nije naveo izvor za broj procenjenih ili identifikovanih žrtava. Neki kritičari, poput Markona u Vašington postu, primećuju da su sve takve procene suštinski pogrešne.

## Tipovi
Istraživanje koje je sproveo Univerzitet Kalifornije u Berkliju u ime organizacije za borbu protiv trgovine ljudima Oslobodite robove, pokazalo je da je oko 46% ljudi u ropstvu u Sjedinjenim Državama primorano na prostituciju. Ministarstvo pravde SAD je procesuiralo 360 optuženih za trgovinu ljudima od 2001. do 2007. godine i ostvarilo 238 osuđujućih presuda.
Od januara 2007. do septembra 2008. bilo je 1.229 navodnih slučajeva trgovine ljudima na nacionalnom nivou; Od njih 1.018, skoro 83 procenta, bili su slučajevi seksualne trgovine ljudima. Trgovina seksom ima blisku vezu sa operacijama krijumčarenja migranata koje vode meksičke, istočnoevropske i azijske kriminalne organizacije. Kućno služenje odnosi 27% ljudi u ropstvu u SAD, poljoprivreda 10%, a druga zanimanja 17%.

### Trgovina seksom
Početkom 1900-ih, „trgovina belim robovima“ postala je preovlađujuća. To je uključivalo transport mladih belih devojaka koje su kidnapovane ili prevarene da budu umešane u neki oblik prostitucije. Manov zakon, donesen 1910. godine, proglasio je krivičnim delom umešanost u prevoz bilo koje osobe preko državnih ili međunarodnih granica radi prostitucije ili drugih nemoralnih ciljeva.
Deca koja se smatraju beguncima su posebno izložena riziku od prostitucije ili trgovine ljudima u industriji seksa. Od 1.682.900 dece koja su u određenom vremenskom periodu 1999. godine smatrana beguncima, smatralo se da je 71% izloženo riziku od prostitucije. Od toga 1.700 njih je prijavilo da se stvarno upuštaju u seksualne aktivnosti u zamenu za novac. Dejvid Finkelhor, profesor Univerziteta u Nju Hempširu, koji je direktor Centra za istraživanje zločina protiv dece, rekao je „Ne bih stavljao nikakve vrednosti u ove cifre kao pokazatelje onoga što se danas dešava“. Prema Stejt departmentu Sjedinjenih Država, procenjuje se da se sa 20.000 žena i dece trguje u Sjedinjene Države svake godine prelaskom granice između Meksika i Sjedinjenih Država.

#### Konvencija o suzbijanju trgovine ljudima i eksploatacije prostitucije drugih
Ovo je rezolucija Generalne skupštine UN. U Preambuli se kaže: „Prostitucija i prateće zlo trgovine ljudima u svrhu prostitucije su nespojive sa dostojanstvom i vrednošću ljudske ličnosti i ugrožavaju dobrobit pojedinca, porodice i zajednice“.

#### Komercijalna seksualna eksploatacija dece
Godine 2003, zbog prostitucije je uhapšeno 1.400 maloletnika, od kojih je 14% bilo mlađe od 14 godina. Studija koju je sprovela Međunarodna unija rada pokazala je da su dečaci u većem riziku od trgovine ljudima u poljoprivredi, trgovini drogom i sitnom kriminalu. Devojčice su bile u većem riziku da budu primorane da se bave seks industrijom i kućnim poslovima. Ministarstvo rada je 2004. godine pronašlo 1.087 maloletnika zaposlenih u situacijama koje su kršile standarde opasnih zanimanja. U istoj godini zaposleno je 5.480 dece kršeći zakone o dečijem radu. Zbog tajne prirode trgovine ljudima, teško je sastaviti tačnu sliku o tome koliko je problem rasprostranjen.
Godine 2001, Škola socijalnog rada Univerziteta u Pensilvaniji objavila je studiju o CSEC-u sprovedenu u 17 gradova širom Sjedinjenih Država. Iako nisu intervjuisali nijednog od adolescentnih subjekata u istraživanju, oni su kroz sekundarni odgovor procenili da čak 300.000 američkih mladih može biti u opasnosti od komercijalne seksualne eksploatacije u bilo kom trenutku. Centar za sudske inovacije u Njujorku je 2008. godine koristio uzorkovanje na osnovu odgovora (RDS), analizu društvenih mreža, hvatanje/ponovno hvatanje i Markovljeve procene verovatnoće da bi napravio procenu rasprostranjenosti samo za grad Njujork i otkrio da ih ima oko 3800 dece koja su identifikovana kao žrtve komercijalne seksualne eksploatacije. Istraživači su izjavili da je ovo potcenjivanje stvarnog broja, jer postoje izolovane podgrupe van njihove metodologije uzorkovanja i da se ne mogu proceniti. Članak publikacije Village Voice koji je pregledao evidenciju o hapšenjima u 37 velikih američkih gradova tokom 10 godina otkrio je da je samo 827 slučajeva godišnje prijavljeno policijskim upravama.
Posebno su ugroženi beskućnici i begunci. Nacionalna centrala za odbegle je 2009. godine saopštila da jedna trećina odbeglih mladih u Americi biva namamljena na prostituciju u roku od 48 sati na ulici. Ovakvo viđenje adolescentske prostitucije u Sjedinjenim Državama koju prvenstveno vode svodnici-eksploatatori i drugi „trgovci seksom“ osporio je SNRG-NYC u svojoj studiji iz Njujorka iz 2008. godine koja je intervjuisala preko 300 maloletnih prostitutki i otkrila da je samo 10% prijavilo da imaju podvodače. Jedna studija iz 2012. koju je ista grupa uradila u Atlantik Sitiju, Nju Džersi, uključila je proširenu kvalitativnu etnografsku komponentu koja se posebno bavila odnosom podvodača i adolescenata koji su angažovani na uličnim pijacama seksa. Ova studija je otkrila da je procenat adolescenata koji su imali svodnike samo 14% i da su mladi tipično pogrešno identifikovali te veze kao uzajamne i neeksploatativne. Različiti odgovori na traumu, uključujući traumatske veze, normalizaciju i nedostatak informacija o ovom pitanju, doveli su do toga da samo 1/3 žrtava identifikuje svoje iskustvo kao komercijalnu seksualnu eksploataciju.
Državni ured za decu i porodicu Njujorka procenio je 2007. da je Njujork dom za više od 2.000 seksualno eksploatisane dece mlađe od 18 godina. Najmanje 85 procenata ovih mladih širom države imalo je neki kontakt sa sistemom zaštite dece, uglavnom kroz zlostavljanje ili postupka zanemarivanja. U Njujorku, 75 procenata je bilo u hraniteljstvu. Miši Faruki, koji je zadužen za pitanja maloljetničkog pravosuđa za Kazneno-popravno udruženje Njujorka, doveo je u pitanje pouzdanost procene. „Verujemo da je taj broj zaista podcenjen.“ Ovo potvrđuje SNRG-NYC procena stanovništva Njujorka iz 2008. godine, koja je iznosila 3.946. Neki istraživači procenjuju da u Sjedinjenim Državama može biti i do tri miliona žrtava domaće trgovine maloletnicima.

#### Super Bouls
Zakonske vlasti su vodile operacije u vezi sa utakmicama Super Boula. Tokom Super Boula XLVIII, vlasti su uhapsile 45 podvodnika i spasile 25 dece, žrtava trgovine ljudima. Tokom Super Boula XLIX, vlasti su vodile operaciju pod nazivom Nacionalni dan Džovova i uhapsile skoro 600 ljudi i spasile 68 žrtava. Publicitet koji okružuje Super Boul pruža mogućnosti za podizanje svesti javnosti o trgovini ljudima.

### Trgovina radnom snagom
Trgovina radom je definisana Zakonom o zaštiti žrtava trgovine ljudima kao regrutovanje, skrivanje, prevoz, obezbeđivanje ili pribavljanje lica za rad ili usluge, upotrebom sile, prevare ili prinude u cilju podvrgavanja prinudnom služenju, kmetstvu, dužničkom ropstvu ili ropstvu i najčešće se prijavljuje u kućnim poslovima, restoranima, trgovačkim lancima i prodajnim ekipama. Sa prilivom stranih državljana u SAD u poslednjoj deceniji, trgovina radnicima je postala centralno pitanje za grupe za ljudska prava.
Prema Nacionalnom centru za ljudska prava u Berkliju u Kaliforniji, trenutno ima oko 10.000 prinudnih radnika u SAD, od kojih su oko jedne trećine kućne sluge, a izvestan deo su deca. U stvarnosti, ovaj broj bi mogao biti daleko veći zbog poteškoća da se dobije tačan broj žrtava, zbog tajne prirode trgovine ljudima. Vlada SAD vodi samo broj preživelih, definisan kao žrtve teških slučajeva trgovine ljudima, kojima je vlada pomogla u sticanju imigracionih beneficija. Jedno istraživanje na Državnom univerzitetu u San Dijegu procenjuje da među ilegalnim meksičkim imigrantima ima 2,4 miliona žrtava trgovine ljudima. Istraživanje Urbanog instituta navodi da agencije za sprovođenje zakona ne daju prioritet slučajevima trgovine ljudima, da nisu voljne da pomognu žrtvama da dobiju odobrenje da legalno ostanu u Sjedinjenim Državama i smatraju da nema dovoljno dokaza koji bi potvrdili izjave žrtava.
U 2014, Nacionalni resursni centar za trgovinu ljudima prijavio je 990 slučajeva trgovine ljudima radi prinudnog rada u SAD, uključujući 172 koji su takođe uključivali trgovinu ljudima u vezi sa seksualnim radom. Najčešći tipovi trgovine radnom snagom uključivali su rad u kući, putničke prodajne ekipe, poljoprivredu/farme, restorane/posluživanje hrane, usluge zdravlja i lepote, prosjačenje, maloprodaju, uređenje, ugostiteljstvo, građevinarstvo, karnevale, brigu o starima, šumarstvo, proizvodnju, i održavanje domaćinstva.

#### Domaći rad
U Sjedinjenim Državama je poznato da razne industrije koriste prednosti prisilnog rada migranata. Tokom Državnog sajma u Njujorku 2010. godine, 19 migranata koji su bili u zemlji legalno iz Meksika da bi radili u kamionu sa hranom bili su u suštini porobljeni od strane svog poslodavca. Oni su bili plaćeni oko deset odsto od onoga što im je obećano, radili su mnogo duže nego što je ugovoreno, i bili bi deportovani da su dali otkaz jer bi to predstavljalo kršenje njihovih viza. Višeagencijska federalna istraga iz 2021. godine nazvana „Operacija cvetajući luk“ otkrila je da je višegodišnji lanac trgovine ljudima primorao migrantske radnike iz Meksika i Centralne Amerike u „moderno ropstvo“ na različitim poljoprivrednim lokacijama u južnoj Džordžiji. U optužnici se navodi da su pečalbari na njivama pod nišanom pištolja bili prisiljeni da golim rukama vade luk za 20 centi po kanti. Držani su u radnim kampovima okruženim elektrificiranim ogradama i podvrgnuti lošim i pretrpanim životnim uslovima, bez pristupa bezbednoj hrani ili vodi.
Služenje u kući je prisilno zapošljavanje nekoga kao sobarice ili dadilje, a žrtve su često migrantske žene koje dolaze iz zajednica sa niskim prihodima u svojim zemljama. Radnici u kući obavljaju poslove kao što su čišćenje, kuvanje i čuvanje dece u kući svojih poslodavaca. Domaći radnici su obično američki državljani, radnici bez dokumenata ili strani državljani koji najčešće poseduju jedan od sledećih tipova viza: A-3, G-5, NATO-7 ili B-1. Najčešće žrtve ove vrste trgovine su žene. Slična sredstva kontrole kao i poljoprivredni rad su uobičajena. Pored toga, nedostatak zakona u vezi sa dužnostima i zaštitom ovih radnika olakšava njihovu eksploataciju. Poslodavci obično koriste nepoznavanje jezika ili pravnog sistema kod radnika kao sredstvo kontrole i zastrašivanja. Ovo je takođe obično upareno sa različitim oblicima zloupotrebe i/ili oduzimanja pasoša. Mnogi domaći radnici su dovedeni u Sjedinjene Države pod obećanjem boljeg života ili obrazovanja. Trgovci ljudima su obično bračni parovi iz iste zemlje porekla kao i žrtva trgovine ljudima, i obično nisu uključeni u mreže organizovanog kriminala, što otežava identifikovanje slučajeva ove vrste trgovine ljudima. Počinioci kućnog ropstva su često poštovani članovi svoje zajednice i vode inače normalne živote. Oblasti sa velikim brojem stanovnika srednje i više srednje klase obično su odredišta ove vrste trgovine ljudima.
Asošiejted pres izveštava, na osnovu intervjua u Kaliforniji i Egiptu, da trgovina decom radi kućnog rada u SAD obuhvata proširenje ilegalne, ali uobičajene prakse u Africi. Porodice u zabačenim selima šalju svoje ćerke da rade u gradovima za dodatni novac i priliku da pobegnu od beznadnog života. Neke devojke rade besplatno pod shvatanjem da će barem biti bolje hranjene u kući svog poslodavca. Ovaj običaj je doveo do širenja trgovine ljudima, pošto dobrostojeći Afrikanci navikli da zapošljavaju decu emigriraju u SAD.
Legalno zaposleni domaći radnici razlikuju se od ilegalno zaposlenih kućnih posluga. Dok su legalno zaposleni kućni radnici pošteno plaćeni za svoj rad u skladu sa nacionalnim zakonima o platama, domaće sluge su obično primorane da rade izuzetno dugo za malu ili nikakvu novčanu nadoknadu, a psihološka i fizička sredstva se koriste da bi se ograničila njihova mobilnost i sloboda. Pored toga, pretnje deportacijom se često koriste da obeshrabre osobe koje su predmet međunarodne trgovine da traže pomoć.

#### Putujuća prodajna ekipa
Putne prodajne ekipe imaju najveću stopu poziva na telefonske linije za trgovinu ljudima nakon radnika u domaćinstvima (računajući od januara 2008. do februara 2015.). Mobilna priroda olakšava trgovcima ljudima da kontrolišu raspored spavanja i hrane svojih žrtava i da ih udalje od spoljnog kontakta. Trgovci ljudima mogu uskratiti hranu ili prijeti da će ostaviti svoje žrtve na nepoznatim lokacijama bez novca ako se ne povinuju. Za razliku od drugih profesija, članovi putujućih prodajnih ekipa smatraju se nezavisnim izvođačima, čak i ako nemaju nikakvu autonomiju u životu van posla. Kao nezavisni izvođači radova, oni nisu pod nadzorom nekoliko zakona koji imaju za cilj da spreče zloupotrebe, kao što je Poglavlje VII Zakona o građanskim pravima iz 1964. Žrtve se često zadužuju od trgovaca ljudima i ulaze u oblik dužničkog ropstva.
Malindin zakon o zaštiti putujućih prodajnih ekipa je zakon Viskonsina koji članovima putničke prodajne ekipe daje slična prava pri zapošljavanju kao radnicima sa nepunim radnim vremenom u Viskonsinu, koja su zagarantovana državnim zakonom. Takođe se zahteva da se sve ekipe registruju u Odeljenju za poljoprivredu, trgovinu i zaštitu potrošača pre nego što idu od vrata do vrata u državnim zajednicama. Registracijom članova ekipe mogu se identifikovati upozorenja za članove sa tekućim poternicama u drugim državama i pritvoriti kriminalci. To je jedini zakon u Sjedinjenim Državama koji reguliše putujuće prodajne ekipe. Guverner Viskonsina Džejms E. Dojl kaže da je namera zakona da „zaustavi kompanije da dovode radnike u opasne i nepravedne uslove”. Predlog zakona je donet u formi koja se odnosi samo na radnike u prodaji koji putuju u grupama od dvoje ili više. Autor je Džon Erpenbah. Preduzeće Jugozapadna prednost je lobiralo protiv zakona, tvrdeći da njihov poslovni model nezavisnog izvođača neguje preduzetnički duh. Tokom saslušanja, bivši Jugozapadni studentski dileri svedočili su na obe strane ovog pitanja.

#### Poljoprivreda
U sektoru poljoprivrede, najčešće žrtve trgovine ljudima su američki državljani i zakoniti stalni stanovnici, imigranti bez dokumenata i strani državljani sa privremenim H-2A vizama. Zbog prirode poljoprivrednih poslova kao sezonskih i prolaznih, sposobnost poslodavaca da eksploatišu ove radnike je velika. Takva eksploatacija može imati oblik pretnji nasiljem i potenciranja ranjivosti (tj. imigracionog statusa). U nekim slučajevima, radnici se drže u stanju trajnog duga prema vođama posade koji radnicima nameću obavezne naknade za prevoz, stanovanje i komunikaciju koje su visoke u odnosu na primljenu platu, što dodatno zadužuje radnika. Vođe ekipa takođe mogu da obezbede radnicima H-2A vize i prevoz do mesta rada iz matične zemlje. Deo vize H-2A je i to što ne pruža adekvatan izbor njihovog zaposlenja, koliko bi bili plaćeni za svoj rad, pa čak se ni o radnim časovima ne može pregovarati. Ljudi bez dokumenata koji dolaze bez ikakvih viza imaju veće šanse da biraju gde žele da rade i odluče da napuste posao ako žele, i imaju veće šanse da ne budu eksploatisani.
H-2A viza je program sertifikacije, u kojem poslodavci ugovaraju ljude iz drugih zemalja, ali prvo, poslodavci moraju pokušati da regrutuju američke radnike, pre nego što se okrenu inostranstvu. U nastojanjima da nađu zaposlenje, kada se radnici zaposle oni mogu naići na neke poteškoće kao što su:
1. Moguće je da neće moći da se pridruže sindikatu, ili da se izbore sa pravnim izazovima.
2. Zahtevi koje farmeri možda ne ispunjavaju zbog programa.[71]

H-2A vize su privremene vize koje omogućavaju ljudima iz drugih zemalja da rade u Sjedinjenim Državama, uz neke pogodnosti koje im izvođači moraju pružiti. Primeri uključuju, „farmeri su obavezni da pruže ovim radnicima stambeno zbrinjavanje i plate prevoz do posla, da ih plaćaju tokom najmanje tri četvrtine sezone po višoj stopi od prosečne plaćene stope tog posla“. Ipak, okolnosti zakona govore o besplatnom stanovanju, „preovlađujućoj praksi u oblasti i zanimanju predviđenog zaposlenja“. Poljoprivrednicima koji rade i imaju porodice nije zagarantovana stambena situacija. Radnici na farmama su pod velikom kontrolom, njihovi životi su ugroženi u strahu da bi mogli biti deportovani nazad u domovinu.

#### Vojska
Oružane snage Sjedinjenih Američkih Država su navodno angažovale izvođače za obavljanje poslova u svojim prekomorskim vojnim bazama koji su angažovani u onome što neki revizori opisuju kao potencijalno „prisilni rad i trgovina ljudima“. Radnici ovih izvođača često su strani radnici koji svoj posao obavljaju u lošim i ponekad opasnim uslovima za nisku platu. Pored toga, izvođači radova ponekad čuvaju pasoše svojih radnika, što im ograničava slobodu kretanja.

## Trgovina ljudima među Latinoamerikancima
Prema statistici dežurne linije Polaris, ljudi iz Latinske Amerike čine skoro jednu trećinu populacije žrtava trgovine ljudima u Sjedinjenim Državama. Većina žrtava je iz Meksika, Hondurasa, Salvadora i Dominikanske Republike. Skoro 29 odsto žrtava ulazi u SAD preko granice između Meksika i Sjedinjenih Država krijumčarenjem ljudi, dok većina dolazi sa radnim vizama.

### Slabosti i zapošljavanje
Postoje neke okolnosti ili ranjivosti koje su neke Latinoamerikance dovele do veće podložnosti viktimizaciji i trgovini ljudima. Odnos između „potisnih” faktora koji rezultiraju siromaštvom (npr. nezaposlenost, prirodne katastrofe, zloupotreba droga, itd) i faktora „povlačenja” (tj. rizične prilike za posao, lažne romantične veze, američki san koji podstiču masovni mediji, itd) podstiče Latinoamerikance da prihvate rizičan predlog za posao u SAD. Jednom kada žrtve podpadnu pod kontrolu prevarantskih regrutera, trgovci ljudima iskorištavaju ranjivosti kako bi držali žrtve pod svojom kontrolom, kao što su jezička barijera i nepismenost, strah od deportacije zbog nedostatka dokumentacije, izolacija od porodice, prijatelja i javnosti, nepoznavanje okoline i zakona, zaduženja, zavisnost od droga i fizičko i psihičko zlostavljanje. Deportacija često može ponovo ostaviti žrtve trgovine ljudima na milost i nemilost trgovaca ljudima, ili može naneti štetu njihovim porodicama bilo kažnjavanjem od strane trgovaca ili gubitkom doznaka koje su trgovci slali porodici. Štaviše, kada prirodne katastrofe kao što su uragani i zemljotresi pogode zemlje Latinske Amerike, trgovci ljudima često profitiraju od osiromašenih porodica koje ne mogu priuštiti da izdržavaju svoju decu. Godine 2013, tri godine nakon zemljotresa jačine 7,0 stepeni Rihterove skale koji je razorio Haiti, vlada Sjedinjenih Država je procenila da je između 150.000 i 500.000 dece na Haitiju bilo uključeno u kućno ropstvo.

### Kojot
Sa povećanjem granične bezbednosti u SAD, latino imigranti bez dokumenata se sve više okreću krijumčarima da ih vode kroz Meksiko i preko američko-meksičke granice. Kolokvijalni izraz kojot odnosi se na krijumčarenje ljudi duž granice između Meksika i Sjedinjenih Država. To je termin koji se koristi da implicira da je veza između krijumčara i migranta prestaja kada stignu u SAD. Međutim, postalo je sve uobičajenije da kojoti primoravaju migrante na eksploatatorske radne aranžmane kada stignu na svoje odredište u SAD (često drugačije od onih za koje su plaćali da budu prokrijumčareni). Ovi krijumčarski putevi su postali opasniji i samim tim skuplji, zbog čega su neki krijumčari prodavali migrante bez dokumenata u aranžmane prisilnog rada ili prostitucije kako bi nadoknadili svoje troškove. Ilegalni imigranti koji prolaze kroz Meksiko često ne prijave zloupotrebe koje su nad njima počinili kriminalci ili zvaničnici u njihovim matičnim zemljama ili tokom njihovog putovanja zbog straha od deportacije. Maloletnike bez pratnje trgovci ponekad prodaju u prostituciju, a njihove porodice se lažno navode da veruju da su umrli tokom tranzita.

### Trgovina radnom snagom

#### Poljoprivreda
Prema slučajevima prijavljenim na telefonske linije kojima upravlja Polaris, preživeli od ove vrste trgovine radnom snagom su nesrazmerno latino muški migranti, uglavnom iz Meksika i Centralne Amerike, sa sezonskim H-2A vizama. Uprkos zahtevu programa H-2A da poslodavci obezbede radnike odgovarajućim smeštajem, poznato je da trgovci ljudima izlažu žrtve lošim životnim uslovima, često im uskraćujući čak i potrepštine kao što su kreveti i unutrašnji toaleti. Ova vrsta trgovine radnom snagom se dešava na mestima od voćnjaka narandže do polja kukuruza, ali neki usevi kao što je duvan zahtevaju mnogo intenzivniji rad za žetvu, što ih čini podložnijim prinudnom radu ili eksploataciji. Daleko najčešći metod kontrole u poljoprivredi, kao i u mnogim drugim vrstama, je ekonomska zloupotreba, uključujući krađu plata, neprikladne odbitke i plaćanje po komadu, a ne po satu.

#### Restorani
Podaci iz Polarisa pokazuju da muškarci i žene stranci iz Meksika i Centralne Amerike imaju tendenciju da budu podjednako žrtve. Žrtve mogu da budu zatvorene u restoranu 24 sata dnevno ili izolovane u obližnjoj kući koju obezbede trgovci ljudima.

#### Kućni radnici
Posedovanje legalne radne vize nije nužno zaštita od zloupotrebe; Urbani institut je procenio da je 82% slučajeva trgovine domaćim radnicima koje su pregledali došlo u SAD sa legalnim vizama. Žrtve trgovine ljudima na poslovima u kući obično rade 12–18 sati dnevno (neki i 24 sata dnevno) za malu ili nikakvu platu. Oni mogu doživeti ekstremnu izolaciju i zatvaranje od spoljašnjeg sveta, seksualno uznemiravanje, visok nivo nadzora, dužničko ropstvo, ekstremnu krađu plata, oduzimanje kritičnih dokumenata kao što su pasoši i ograničen pristup hrani i medicinskoj nezi.
Radnici u kući obavljaju poslove kao što su čišćenje, kuvanje i čuvanje dece u domaćinstvu svojih poslodavaca. Domaći radnici su obično državljani SAD, radnici bez dokumenata ili strani državljani koji najčešće poseduju jedan od sledećih tipova viza: A-3, G-5, NATO-7 ili B-1. Najčešće žrtve ove vrste trgovine su žene. Slična sredstva kontrole kao i poljoprivredni rad su uobičajena. Pored toga, nedostatak zakona u vezi sa dužnostima i zaštitom ovih radnika olakšava njihovu eksploataciju. Poslodavci obično koriste nepoznavanje jezika ili pravnog sistema radnika kao sredstvo kontrole i zastrašivanja. Ovo je takođe obično upareno sa različitim oblicima zloupotrebe i/ili oduzimanja pasoša. Mnogi domaći radnici su dovedeni u Sjedinjene Države pod obećanjem boljeg života ili obrazovanja.

#### Građevina
Većina žrtava trgovine ljudima u građevinarstvu su muškarci iz Meksika i Severnog trougla (El Salvador, Honduras i Gvatemala), od kojih većina ima H-2B vize ili su bez dokumenata. Radnici mogu ući u svoje eksploatacione situacije kroz formalne ponude za posao i lažno predstavljenih ugovora o vizama. U nekim slučajevima, radnicima se mogu naplaćivati nezakonite i previsoke naknade za zapošljavanje, što može biti metod kontrole kako bi se radnici držali u situacijama zlostavljanja. Regrutovanje takođe može da počne putem zloupotrebe migracije ili putem upućivanja usmenim preporukama.

### Trgovina seksom
Većina žrtava koje pate od trgovine ljudima dolaze iz Meksika, Centralne Amerike i Kariba, a samo 11% dolazi iz Sjedinjenih Država. Teška brutalnost i zlostavljanje su taktike koje se koriste za kontrolu žrtava, od kojih su više od polovine maloletne. Udeo od 96% potencijalnih žrtava su žene iz Meksika ili Centralne Amerike, a 63% žrtava su maloletne osobe jer trgovci ljudima u kantinama namerno ciljaju mlade devojke.

#### Barovi i kantine
Žene i devojke uzrasta od 14 do 29 godina iz demografskih područja Meksika i Centralne Amerike često su žrtve u barovima i kantinama. Latino ženama i devojkama koje su na meti trgovaca ljudima nedostaju ekonomska sredstva, tečno poznavanje engleskog i pravni status, što trgovcima ljudima olakšava proces da manipulišu njima.

#### Usluge pratnje
Latinoameričke žene i devojke koje se krijumčare u Sjedinjene Države takođe su često izložene svetu komercijalne trgovine seksom poznatijim kao „usluge pratnje“. Postoje dva načina na koja se operacija može odvijati: jedan se opisuje kao „spoljašnji poziv“, gde trgovci dostavljaju žrtve u hotelsku sobu kupca ili u njihove domove. Druga opcija je „unutrašnji poziv“ kada mušterije ulaze i izlaze iz hotelske sobe dok trgovac ljudima produžava boravak žrtvama. Mnoge od ovih interakcija između kupaca, trgovaca ljudima i žrtava odvijale su se na veb lokaciji backpage.com, gde su Latinoamerikanci imali svoju kategoriju. Sajt je zatvoren od januara 2017. godine.

#### Latino bordeli
Bordeli koji služe isključivo latino muškarcima, koji se nazivaju „Latino rezidencioni bordeli“, predstavljaju glavno sredstvo za seksualnu trgovinu, pri čemu su žrtve gotovo isključivo žene i deca iz Latinske Amerike. Događa se i trgovina američkim državljanima unutar SAD. Oni obično poseduju neformalna podzemna preduzeća u urbanim, prigradskim i ruralnim oblastima.

## Strukturni faktori

### Siromaštvo
Siromaštvo može dovesti do povećanja trgovine ljudima na mnogo različitih načina. Siromaštvo utiče na pojam individualnog izbora i često primorava porodice da donose odluke iz očaja i nedostatka obrazovanja. Siromaštvo, u nekim zemljama, može uticati na roditelje da šalju svoju decu na rad u drugu urbanu zemlju sa stabilnijom ekonomijom, kao što su SAD, bez znanja da je dete tada primorano na ropski rad ili prostituciju. Štaviše, kada dođe do kidnapovanja i trgovine detetom, žrtva često prihvata svoju situaciju i ograničava napore da izbegne svoj zatvor. Često završe sami u zemlji u kojoj ne govore jezik, što otežava traženje pomoći. Pored toga, žrtve često prihvataju svoje pozicije, jer osećaju da je to jedini način na koji mogu da pošalju neke doznake svojoj porodici i da njihova situacija u ropstvu može u nekim slučajevima i dalje biti bolja od njihovog prvobitnog osiromašenog i očajnog stanja.

### Globalizacija
Stopa trgovine ljudima je direktno porasla u korelaciji sa globalizacijom. Globalizacija je povećala prekograničnu trgovinu i potražnju za jeftinom radnom snagom; međutim, migracione politike SAD i drugih zemalja nisu se promenile sa nivoom potražnje za jeftinom radnom snagom, što je primoralo ljude da ilegalno imigriraju. Ilegalna imigracija onda stvara idealne uslove za organizovane kriminalne operacije koje stvaraju krugove trgovine ljudima. Sa povećanom trgovinom inostranom robom u ruralna područja, uvozna konkurencija na ruralnim tržištima je takođe primorala ljude u siromašnim oblastima da migriraju u industrijalizovane ekonomije radi boljeg života. Njihova očajna pozicija često ih čini predmetima eksploatacije i trgovine ljudima u različite oblike prinudnog rada da bi podržali tu ekonomiju. Najzad, tehnološki napredak koji ide ruku pod ruku sa globalizacijom pospešio je lakoću sa kojom krugovi organizovanog kriminala mogu da sprovode operacije trgovine ljudima.

### Prostitucija
Neke feministkinje, kao što je Karol Pateman, veruju da je eksploatacija i u prostituciji i u trgovini ljudima. One veruju da čak i ako su žene pristale da budu seksualni radnici u stranoj zemlji, radnica je i dalje bila trgovana zbog prethodnih uslova koji su je naveli da veruje da je seksualni rad jedina održiva opcija za posao. Druge feministkinje kao što je Kamala Kempadu, s druge strane, veruju da je prostitucija oblik rada kao i svaki drugi rad migranata; međutim, zbog kriminalizacije prostitucije, prostitutke su tada izložene prinudi i eksploataciji, a zatim i trgovini ljudima. U SAD svake godine 80.000 žena bude uhapšeno zbog prostitucije. Trenutne debate o modifikacijama Zakona o zaštiti žrtava trgovine ljudima iz 2000. godine zasnivaju se na ova dva argumenta. U pružanju pomoći žrtvama seksualne trgovine, vlada mora da zauzme stav o tome da li veruju ili ne da su seksualna industrija i seksualna trgovina inherentno povezane. Osobe koje se bave prostitucijom imaju 80% veće šanse za polno prenosive infekcije i mnoge nikada nisu u mogućnosti da priušte lečenje. To dovodi do ozbiljnih infekcija, doživotnih bolesti, a ponekad čak i smrti.

### Strah od korupcije organa vlasti
Iako SAD nude zaštitu žrtvama trgovine ljudima, malo žrtava traži pomoć vlade zbog straha od korupcije, straha od deportacije ili straha od odmazde svojih porodica. Žrtve trgovine ljudima mogu biti građani zemalja sa korumpiranim vladama koje zapravo pomažu trgovinu ljudima. Tamo gde u matičnim zemljama žrtava nedostaju pouzdani policijski sistemi, žrtve trgovine ljudima oklevaju da traže pomoć od zakona. Džesa Dilou Krisp je bila jedna od mnogih žrtava trgovine ljudima, koja je iskusila korupciju policije u svom gradu i njihovu umešanost u trgovinu ljudima.

## Zakoni i politike protiv trgovine ljudima
Zakoni protiv trgovine ljudima postoje na saveznom i državnom nivou. Vladini napori su usredsređeni na regulisanje turističke industrije kako bi se sprečilo omogućavanje seksualnog turizma i regulisali međunarodni bračni posrednici, kako bi se obezbedile provere kriminalne prošlosti, i da se pruže informacije potencijalnim nevestama o tome kako da dobiju pomoć.

### Državni zakoni
Država Vašington i Teksas bile su prve države koje su zabranile trgovinu ljudima kao posebno krivično delo 2003. Do 2015. svih 50 država je imalo takve zakone. Neke države, poput Kalifornije, aktivno progone takve zločine, ali u većini država ovi zakoni se retko koriste, i većina krivičnih dela se procesuira na saveznom nivou.

### Savezni zakoni
Trgovina ljudima je federalni zločin prema naslovu 18 Kodeksa Sjedinjenih Država. Odeljak 1584 smatra zločinom prisiljavanje osobe da radi protiv svoje volje ili prodaju osobe u stanje prisilnog služenja.
Član 1581 na sličan način čini nezakonitim prisiljavanje osobe da radi kroz „dužničko služenje“. Trgovina ljudima u vezi sa prisilnom službom i ropstvom zabranjena je 13. amandmanom. Federalne zakone o trgovini ljudima sprovode Federalni istražni biro, Služba maršala Sjedinjenih Država, Uprava za borbu protiv droge, Služba za imigraciju i carinu, Odeljenje za građanska prava Ministarstva pravde Sjedinjenih Država i Odsek za krivična dela i druge savezne agencije.

#### Zakon o zaštiti žrtava trgovine ljudima i nasilja
Zakon o zaštiti žrtava trgovine ljudima i nasilja iz 2000. godine omogućio je veće zakonske maksimalne kazne za trgovce ljudima, obezbedio resurse za zaštitu i pomoć žrtvama trgovine ljudima i stvorio mogućnosti za međuagencijsku saradnju. Takođe omogućava mnogim žrtvama trgovine ljudima da ostanu u SAD i podnesu zahtev za stalni boravak pod T-1 vizom. Ranije su osobe koje su bile predmet trgovine ljudima koje su često ilegalno boravile u zemlji tretirane kao kriminalci. Prema odeljku o teškim oblicima trgovine ljudima, definicija se proširuje i uključuje svaki „komercijalni seksualni čin... u kojem lice koje je navedeno da izvrši takvo delo nije navršilo 18 godina života“. To znači da je svako maloletno lice koje se bavi prostitucijom žrtva trgovine ljudima, bez obzira na državljanstvo i da li je bilo preseljenja ili ne.
Zakon definiše trgovinu ljudima kao „zabranu svakom pojedincu koji pruža ili dobija rad ili usluge za kmetstvo, ropstvo, prisilnu službu ili prisilni rad“. Zakon razlikuje trgovinu ljudima, gde su žrtve prisiljene da uđu u SAD, od krijumčarenja, gde migranti ulaze u zemlju bez dozvole. Zakon je takođe pokušao da podstakne napore za sprečavanje trgovine ljudima na međunarodnom nivou, kreiranjem godišnjih izveštaja o trgovini ljudima i povezivanjem finansijske nehumanitarne pomoći stranim zemljama sa stvarnim naporima u rešavanju problema trgovine ljudima. Prednosti zakona, međutim, zavise od saradnje preživelih u procesuiranju počinilaca. Ovo može biti komplikovano ako se žrtva plaši odmazde od trgovca ljudima ili ima strah od autoriteta koji je ostao iz njihove zemlje porekla.
Originalni TVPA iz 2000. godine je bio tri puta ponovo ovlašćivan, a najnoviji je Zakon o ponovnoj autorizaciji Vilijama Vilberforsa za zaštitu žrtava trgovine ljudima iz 2008. Ovim ponovnim odobrenjima su razjašnjene definicije trgovine ljudima i prinudnog rada kako bi se pomoglo u krivičnom gonjenju trgovaca ljudima i da bi se pomoglo žrtvama trgovine ljudima. Verzije ponovne autorizacije takođe zahtevaju od savezne vlade da raskine sve ugovore sa inostranim izvođačima koji su uključeni u trgovinu ljudima ili prinudni rad. Eksteritorijalna nadležnost je takođe proširena na sve američke državljane i stalne stanovnike koji žive u inostranstvu.
U „oktobru 2000. godine donesen je Zakon o zaštiti žrtava trgovine ljudima iz 2000. godine (TVPA) (javni zakon 106-386). Pre toga nije postojao sveobuhvatan savezni zakon za zaštitu žrtava trgovine ljudima ili za krivično gonjenje trgovaca”. Godine 2003, Bušova administracija je odobrila više od 200 miliona dolara za borbu protiv trgovine ljudima kroz Zakon o reautorizaciji zaštite žrtava trgovine ljudima iz 2003. godine (TVPRA). TVPRA odražava posvećenost američke vlade da identifikuje i pomogne žrtvama eksploatisanim kroz rad i seksualnu trgovinu u SAD. SAD su takođe uspostavile programe za pomoć onima koji su bili žrtve. Vlada može pomoći žrtvama, kada budu identifikovane, stabilizacijom njihovog imigrantskog statusa. Odeljenje za zdravstvo i socijalne usluge (HHS) omogućava žrtvama koje nisu državljani SAD da primaju beneficije i usluge koje se federalno finansiraju u istoj meri kao izbeglice; takođe, građani SAD koji su žrtve imaju pravo na mnoge beneficije.
U viza je dostupna pojedincima koji su bili žrtve izvesnih kvalifikovanih krivičnih dela, kao što su nasilje u porodici, trgovina ljudima, seksualni napad i zločini iz mržnje. Kada se jednom odobri, U viza omogućava žrtvama da ostanu i rade legalno u Sjedinjenim Državama do četiri godine i može se produžiti u određenim situacijama. Žrtve koje ispunjavaju posebne uslove mogu se prijaviti za zakoniti stalni boravak, poznat i kao zelena karta. Podobnost za T vize i za U vize zahteva da žrtva pomaže ili sarađuje sa organima za sprovođenje zakona u otkrivanju, istrazi ili krivičnom gonjenju trgovine ljudima ili kvalifikovane kriminalne aktivnosti. Neki izuzeci važe za žrtve koje su bile mlađe od 18 godina ili koje su pretrpele fizičku ili psihičku traumu. Izuzeci i posebna pravila takođe postoje za podnosioce zahteva za U vizu koji su mlađi od 16 godina ili su nesposobni ili invalidi.
T viza pruža T neimigrantski status kao privremenu imigracionu beneficiju pojedincima koji su žrtve teške trgovine ljudima i koji su ispunili zahteve organa za sprovođenje zakona ili se kvalifikuju za izuzeće. Određeni članovi porodice takođe mogu imati pravo na derivativan T neimigrantski status. Kao nosioci neimigrantskog T statusa, pojedinci mogu raditi i primati određene beneficije, a takođe mogu biti u mogućnosti da postanu zakoniti stalni stanovnici ako ispunjavaju posebne uslove. Kvalifikovani članovi porodice koji mogu imati pravo da podnesu zahtev za T neimigrantski status uključuju roditelje, neoženjenu braću i sestre mlađu od 18 godina i decu bilo kog uzrasta ili bračnog statusa članova kvalifikovane porodice kojima je dodeljen T neimigrantski status.

#### Dežurna linija za trgovinu ljudima
Savezna vlada je uspostavila telefonsku liniju Nacionalnog centra za resurse za trgovinu ljudima (1-888-373-7888). Dežurna linija odgovara na pitanja i odgovara na krize na preko 200 jezika, i pruža materijale na preko 20 jezika. Od 2007. godine, telefonski servis je primio preko 60.000 poziva. Pozivnici uključuju žrtve trgovine ljudima koje traže usluge, kao i pojedince i organizacije koje traže informacije o trgovini ljudima. Dvadeset pet država je naložilo određenim vrstama preduzeća da postave takvu telefonsku liniju. Minesota, Oklahoma i Tenesi imaju svoju telefonsku liniju, dok ostali koriste nacionalnu telefonsku liniju.

#### Zakoni o bezbednoj luci
Zakoni o bezbednoj luci štite žrtve trgovine ljudima od sudskog gonjenja za zločine počinjene dok su bili pod uticajem trgovca ljudima i pružaju usluge kao što su savetovanje i smeštaj, i štite ih od njihovih eksploatatora. Žrtve trgovine ljudima su zaštićene saveznim zakonom, ali i dalje mogu biti optužene prema državnom zakonu.
Savezni Zakon o zaustavljanju eksploatacije kroz trgovinu ljudima iz 2013. je zakon koji podstiče države da donesu zakone o bezbednoj luci. Podigao je status Nacionalne telefonske linije za borbu protiv trgovine ljudima i otvorio program Radnih korpusa za žrtve seksualne trgovine.

## Zdravstveni radnici
AMA i grupe koje se zalažu za borbu protiv ropstva traže od lekara i zdravstvenih radnika da paze na moguće žrtve trgovine ljudima, jer su većini u nekom trenutku neophodne zdravstvenih usluga. Zdravstvene službe imaju mogućnost da ih spasu.

## Opozicione organizacije
- Koalicija protiv trgovine ženama (CATW): utiče na oblikovanje američke politike protiv trgovine ljudima.[119][120] Oni ne priznaju razliku između prostitucije i trgovine ljudima.[121]
- Globalna alijansa protiv trgovine ženama (GAATW): utiče na oblikovanje američke politike protiv trgovine ljudima.[119] Oni prave razliku između prostitucije i trgovine seksom.[120][121]
- Realne žene realne priče je međunarodna zbirka snimljenih svedočanstava žena širom sveta, koje podnose, dele i diskutuju o različitim sadržajima i temama o trgovini ljudima. Samo u SAD, ova zbirka i njen osnivač Matan Uziel donirali su više od 5,5 miliona dolara od januara 2022. žrtvama trgovine ljudima.
- Obrazovna mreža o trgovini ljudima fokusira se na obrazovanje i obuku ljudi, tako da su bolje opremljeni da odgovore na trgovinu ljudima.[122]
- Vredan nošenja je međunarodna organizacija koja pruža bekstvo onima koji su primorani na prostituciju ili trgovinu ljudima. U inostranstvu, preživelima se pruža stručna obuka i zapošljavanje gde mogu da nauče da prave predmete kao što su odeća, torbe i nakit, i da zarade do pet puta više od svojih kolega. Ovo ženama pruža način da se drže podalje od prisilne prostitucije. U SAD, ova organizacija sprovodi program pod nazivom Bunar, koji nudi dugotrajno stanovanje (do dve godine), restaurativne usluge i zapošljavanje ženama, starijim od 18 godina, koje su bile pogođene trgovinom ljudima.[123][124]

Međunarodne nevladine organizacije kao što su Hjuman rajts voč i Amnesti internašonal pozvale su SAD da poboljšaju svoje mere usmerene na smanjenje trgovine ljudima. Oni preporučuju da SAD potpunije sprovode Konvenciju Ujedinjenih nacija protiv transnacionalnog organizovanog kriminala, Protokol za sprečavanje, suzbijanje i kažnjavanje trgovine ljudima, posebno ženama i decom, i da službenici za imigraciju unaprede svoju svest o trgovini ljudima i podrže žrtve trgovine.

## Kao moralna panika
Brojni autoriteti i kritičari savremenog antiprostitucijskog aktivizma su istakli da histerija oko trgovine ljudima u sprezi sa dobrovoljnom prostitucijom odraslih ima sva obeležja moralne panike i zaista veoma podseća na histeriju belog ropstva početkom 20. veka. Kao što je tipično u takvoj panici, širok opseg tvrdnji se iznosi sa nedovoljnom činjeničnom podrškom, „horor priče“ žrtava zauzimaju mesto istraživanja, a zakonodavci žure da donesu opasno široke i nejasne zakone koji krše građanska prava.
Antropolog Lora Ogastin je opširno pisala o načinu na koji se dobrovoljna migracija namerno povezuje sa nedobrovoljnom trgovinom ljudima i kako zakoni protiv trgovine ljudima imaju tendenciju da pretpostavljaju da je svaka strana ili maloletna prostitutka „žrtva trgovine ljudima“, čak i ako ona to poriče. Na sličan način, etnografi koji proučavaju adolescente rođene u SAD uključene u ulična seksualna tržišta su tvrdili da odnosi koje ovi adolescenti imaju sa odraslima u svom životu, koji im pomažu da olakšaju njihovu tržišnu aktivnost, obično imaju daleko veću uzajamnost i jednakost nego što podrazumevaju kreatori politike, pružaoci socijalnih usluga i neprofitni zastupnici, koji prihvataju model trgovine ljudima. Takve kritike ovog narativa aktivisti su generalno odbacili kao dokaz Stokholmskog sindroma, negirajući na taj način agenciju za prostitutke i tretirajući je kao mentalno bolesnu.
Etnografi koji su zabrinuti za validnost utisaka aktivista proučavali su federalnu operativnu grupu za borbu protiv trgovine ljudima u gradu koji je identifikovan kao središte za trgovinu maloletnicima u porodici. Upoređujući lokalna seksualna tržišta sa shvatanjima lokalnih pružalaca socijalnih usluga, službenika za sprovođenje zakona i aktivista za borbu protiv trgovine ljudima koji učestvuju u radnoj grupi, otkrili su da su mnoge tvrdnje o široko rasprostranjenoj aktivnosti trgovine ljudima ili preterivanja ili pogrešna tumačenja anegdotskih dokaza; na taj način, dovodeći u pitanje sposobnost aktivista da razumeju kontekst onoga što su videli.

## Mediji
- „Šesnaest tona“ je pesma Tenesija Ernija Forda o dužničkom ropstvu pod sistemom kamiona među rudarima uglja u Kentakiju početkom 1900-ih. Ova praksa je od tada postala nezakonita i smatra se oblikom trgovine radnom snagom.
- „Mamina najdraža; „Džon Krofordova ... Mamina najdraža ćerka je navodno došla iz Društva za dečije domove u Tenesiju.”[133][а]

### Dokumentarci
- Zaboravljena deca Kalifornije je dugometražni dokumentarac koji prati raznoliku grupu otpornih preživelih osoba seksualne trgovine decom, koji su sada hrabri lideri koji se bore za prava žrtava širom sveta. Film podržava priče preživjelih trenutnim statistikama i perspektivama seksualne eksploatacije od strane profesionalaca u socijalnim službama, policiji, advokatima i zaštiti dece. Fokusira se na one koji su pogrešno kriminalizovani u pravosudnom sistemu; manipulisani i prisiljeni od strane porodice, prijatelja i staratelja; i eksploatisani od strane višestrukih ropskih industrija.[134][135][136]
- Ja sam Džejn Do je dokumentarac koji beleži pravnu bitku koju nekoliko američkih majki vodi u ime svojih ćerki srednješkolskog uzrasta, koje su bile prodate radi komercijalnog seksa na Backpage.com, veb-sajtu za poverljivo oglašavanje koji je ranije bio u vlasništvu firme Village Voice. Film pripoveda Džesika Čestejn, režirala ga je rediteljka Meri Macio, a producirala Macio zajedno sa Alekom Sokolovim.[137]
- Ljudi iz Atalise je dokumentarni film POV.org i Njujork Tajmsa[138] o 32 osobe sa intelektualnim izazovima koji su bili zaposleni u teksaškom Henrijevom ćurećem servisu bez odgovarajuće nadoknade, i fizički i psihički zlostavljani, živeći u teškim uslovima u Atalisi, Ajova, više od 30 godina počevši od 1970-ih. Muškarci su dobijali platu od 65 dolara mesečno, bili su smešteni u staroj školi na brdu i korišćeni su za preradu mesa. Njihovi životni uslovi su objavljeni 2009. godine, što je dovelo do presude porote od 240 miliona dolara, koja je kasnije smanjena na 50.000 dolara po osobi. Dokumentarac je zasnovan na sudskim zapisima i internim dokumentima kompanije i sadrži prve intervjue sa sedam žrtava.[139]

## Posledice

### Uticaji na zdravlje
Radnici žrtve trgovine ljudima često se suočavaju sa trajnim fizičkim i psihičkim oštećenjima kao rezultatom svojih iskušenja, kao što su posttraumatski stresni poremećaj (PTSP) i drugi zdravstveni problemi. Deca radnici se suočavaju sa posebno ozbiljnim posledicama koje mogu uključivati nedostatak obrazovanja, nepismenost i usporavanje rasta.

### Ekonomski uticaji
Iako se površinski ekonomski uticaj trgovine radnom snagom može posmatrati kao pozitivan zbog jeftine radne snage i posledičnog pada cena proizvoda, negativni ekonomski uticaji su značajni. Neviđeni troškovi trgovine ljudima mogu uključivati resurse posvećene njenoj prevenciji, tretmanu žrtava i hapšenju počinilaca. Ova vrsta trgovine takođe preusmerava zarade sa radnika i njihovih porodica na poslodavce. Međutim, trgovina radnom snagom i dalje predstavlja primarni izvor prihoda za kriminalne mreže.

## Istorija
Godine 1865, Građanski rat je okončan i Proklamacija o emancipaciji je stupila na snagu, oslobađajući robove na teritoriji koja je ranije bila pod kontrolom Konfederacije. Kasnije te iste godine, usvojen je 13. amandman, čime je praksa ropstva zvanično zabranjena. Drugi deo ovog amandmana dozvoljava vladi da sprovodi i donosi zakone kako bi se osiguralo da je 13. amandman potvrđen, ali je trebalo da prođe mnogo godina da se realizuje ultimatni kraj prakse ropstva kako je definisano amandmanom, sa mnogim alternativnim oblicima ropstva koji se i dalje praktikuju (i.e. napoličarstvo, peonaž, zakup osuđenika).
Trenutno postoji malo saznanja o uzrocima trgovine ljudima. U Sjedinjenim Državama, trgovina ljudima je kriminalna aktivnost za koju se smatra da postoji zbog velike potražnje, visokog profita i niskog rizika.
U Teksasu, Džordžiji, Alabami i Arkanzasu, zatvorenici uopšte nisu plaćeni za svoj rad. U drugim državama, zatvorenici su plaćeni između 0,12 i 1,15 dolara po satu. Federalna zatvorska industrija plaćala je zatvorenicima u proseku 0,90 dolara po satu 2017. godine. Zatvorenici koji odbijaju da rade mogu biti zadržani u samici na neodređeno vreme, ili im se ukidaju porodične posete. Od 2010. do 2015. i ponovo 2016. i 2018, neki zatvorenici u SAD su odbili da rade, protestujući zbog bolje plate, boljih uslova života i zbog ukidanja prinudnog rada. Vođe štrajka kažnjene su samicama na neodređeno.

## Napomene
1. ↑  Joan Crawford, a subject of Mommie Dearest

## Spoljašnje veze
- Human Trafficking Ring Dismantled (FBI)